# مگان واین
مگان واین (انگلیسی: Megan Wynne؛ زادهٔ ۲۱ ژانویهٔ ۱۹۹۳) بازیکن فوتبال اهل بریتانیا است.
وی همچنین در تیم‌های ملی فوتبال Wales women's national under-19 football team و زنان ولز بازی کرده‌است.